# 랄터

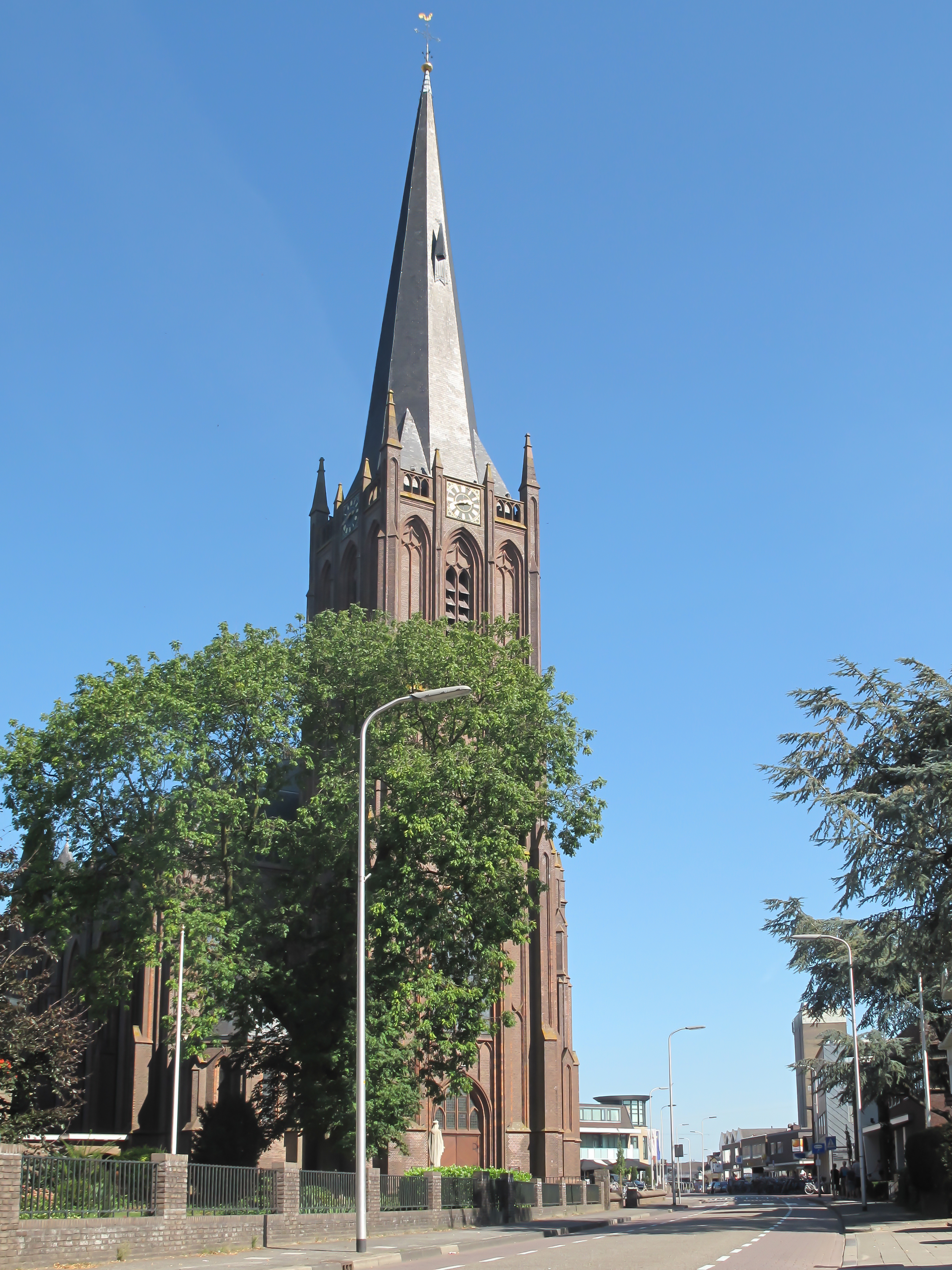
랄터 교회

랄터의 위치

랄터(네덜란드어: Raalte)는 네덜란드 동부 오버레이설주의 도시로 면적은 172.29km2, 높이는 5m, 인구는 36,570명(2017년 2월 기준), 인구 밀도는 214명/km2이다. 공업, 농업, 무역, 관광업이 주를 이루고 있는 곳이다.

시기
시 문장